# فرودگاه میلانو مالپنسا
فرودگاه میلانو مالپنسا (به ایتالیایی: Aeroporto di Milano-Malpensa) یک فرودگاه همگانی مسافربری با کد یاتا MXP است که دو باند فرود از جنس قیر و آسفالت دارد و طول آن‌ها ۳۹۲۰ متر است. این فرودگاه در شهر میلان کشور ایتالیا قرار دارد و در ارتفاع ۲۳۴ متری از سطح دریا واقع شده‌است.

## شرکت‌های هواپیمایی و مقصدهای پروازی

### مسافری
The following airlines operate regular scheduled, seasonal and charter flights to and from Malpensa:
| شرکت‌های هواپیمایی                                          | مقصدهای پروازی |
| ---------------------------------------------------------- | --- |
| ایجین ایرلاینز                                             | آتن فصلی: کالاماتا |
| ایر لینگاس                                                 | دوبلین |
| آئروفلوت                                                   | شرمتیوو |
| آئروفلوت اجرا توسط روسیه ایرلاینز                          | پالکوو |
| هواپیمایی الجزایر                                          | هواری بومدین، راباه بیتات |
| ایر کانادا                                                 | Seasonal: پیرسون تورنتو |
| ایر چاینا                                                  | پکن، شانگهای پودنگ |
| ایر اروپا                                                  | مادرید-باراخاس چارتر فصلی: ایبیزا، پالما د مایورکا |
| ایر فرانس                                                  | شارل دوگل پاریس |
| Air Horizont                                               | چارتر فصلی: بریندیسی، اولبیا - کاستا اسمرالدا، پالرمو، پانته لریا |
| ایر ایندیا                                                 | ایندیرا گاندی |
| ایر مولداوا                                                | کیشیناو |
| ایر صربیا                                                  | بلگراد نیکولا تسلا |
| ایربالتیک                                                  | ریگا چارتر فصلی: بریندیسی، لامتزیا ترمه، اولبیا - کاستا اسمرالدا |
| آلبااستار                                                  | چارتر فصلی: فوئرته‌ونتورا، هراکلین، ایبیزا، ملی جزیره کارپتاس، جزیره کوس، لانزاروته، تارب-لورد-پیرنه، مرسی عالم، منورکا، پالما د مایورکا، آراکسوس، رود، سمس، شرم‌الشیخ، تنریف جنوبی، سالونیک، ساراگوسا |
| آلیتالیا                                                   | ابوظبی، جان اف کندی، ناریتا چارتر فصلی: هامبورگ، پوانت آ پیتر، لئوناردو دا وینچی-فیومیچینو، استکهلم-آرلاندا |
| امریکن ایرلاینز                                            | میامی، جان اف کندی |
| اطلس گلوبال                                                | آتاترک |
| آسترین ایرلاینز                                            | وین |
| آذربایجان ایرلاینز                                         | حیدر علی‌اف |
| بلاویا                                                     | مینسک |
| بلو پاناروما ایرلاینز اجرا توسط بلو پاناروما ایرلاینز      | مادر ترزای تیرانا |
| بلو پاناروما ایرلاینز                                      | کانکون، کینتانا رو، ویلو آکونیا، خوزه مارتی، فرنک پئیز، سنگستر فصلی: خاردینز دل ری، لا رومانا، منیول کرسسنسیو ریجون, آبل سانتاماریا، خوآن گئوآلبرتو گومس |
| بی‌ام‌آی رجیونال                                             | بریستول |
| بریتیش ایرویز                                              | هیترو لندن |
| بروکسل ایرلاینز                                            | بروکسل |
| بلغاریا ایر                                                | صوفیه |
| کاتای پاسیفیک                                              | هنگ کنگ |
| هواپیمایی کرواسی                                           | فصلی: زاگرب |
| چک ایرلاینز                                                | پراگ رازیون |
| Darwin Airline                                             | چارتر: ژنو |
| دلتا ایرلاینز                                              | جان اف کندی فصلی: هارتسفیلد-جکسون آتلانتا |
| Eastern Airways                                            | فصلی: رودز-مارسیلاس |
| ایزی‌جت                                                     | اسخیپول آمستردام، آتن (پایان در ۱ نوامبر ۲۰۱۷), بارسلونا-ال پرات، باری، برلین شونفلد، بوردو–مریگناک، بریندیسی، کگلیاری-الماس، کاتانیا-فونتاناروسا، کپنهاگ، ادینبرو، فوئرته‌ونتورا (آغاز از ۳۰ اکتبر ۲۰۱۷), گلاسگو، فدریکو گارسیا لورکا، هامبورگ (پایان در ۲۸ اکتبر ۲۰۱۷), جان پل دوم کراکوف-بالیس، لامتزیا ترمه، لانزاروته، لارناکا، لیل (پایان در ۲۷ اکتبر ۲۰۱۷), لیسبون پورتلا، گاتویک، لوتن لندن، لوبلین (آغاز از ۲۹ اکتبر ۲۰۱۷)، لوگزامبورگ - فیندل، مادرید-باراخاس، مالاگا، منچستر، مراکش-منارا، مونیخ، نانت آتلانتیک، ناپل، اولبیا - کاستا اسمرالدا، پالرمو، شارل دوگل پاریس، پراگ رازیون، لئوناردو دا وینچی-فیومیچینو (پایان در ۲۷ اکتبر ۲۰۱۷), سانتیاگو د کمپوستلا، استکهلم-آرلاندا، اشتوتگارت، لنارت مری تالین، بن گوریون، تنریف جنوبی، تولوز-بلانیاک فصلی: فرتیلیا، آلیکانته-الچه، بیلبائو، سفلوونیا، کورفو، دوبروونیک، هراکلین، ایبیزا، جزیره کوس، مالت، منورکا، ملی جزیره میکناس، پالما د مایورکا، رود، ملی سادورینی، اسپلیت، زادر، زاکینثوس |
| هواپیمایی مصر                                              | قاهره |
| ال عال                                                     | بن گوریون |
| الین‌ایر                                                    | فصلی: سالونیک |
| هواپیمایی امارات                                           | دوبی، جان اف کندی |
| Ernest Airlines                                            | مادر ترزای تیرانا |
| هواپیمایی اتیوپی                                           | بوول |
| هواپیمایی اتحاد                                            | ابوظبی |
| یورو وینگز                                                 | کلن بن، دوسلدورف، هامبورگ |
| یورو وینگز اجرا توسط جرمن‌وینگز                             | اشتوتگارت |
| فن‌ایر                                                      | هلسینکی |
| فلای‌بی                                                     | بیرمنگام، کاردیف، هانوفر (پایان در ۲۸ اکتبر ۲۰۱۷)، منچستر، ساوت‌همپتون |
| فلای‌بی اجرا توسط استوبارت ایر                              | جنوبی لندن |
| FlyOne                                                     | کیشیناو |
| هاپ!                                                       | لیون-سینت اگزوپری، نانت آتلانتیک |
| ایبریا ایرلاین                                             | مادرید-باراخاس |
| ایسلندایر                                                  | فصلی: کفلاویک |
| ایران ایر                                                  | امام خمینی |
| شرکت هواپیمایی اسرایر                                      | فصلی: بن گوریون |
| کاال‌ام                                                     | اسخیپول آمستردام |
| کورین ایر                                                  | اینچئون |
| تام ایرلاینز                                               | سائو پائولو گوارولوس |
| لوت پولیش ایرلاینز                                         | شوپن ورشو |
| لوفت‌هانزا                                                  | فرانکفورت، مونیخ |
| لوفت‌هانزا رجینال اجرا توسط ایر دولومیتی                    | مونیخ |
| لوفت‌هانزا رجینال اجرا توسط لوفت‌هانزا سیتی‌لاین              | مونیخ |
| لوکزایر                                                    | لوگزامبورگ - فیندل |
| هواپیمایی ماهان                                            | امام خمینی |
| کویت ایرویز                                                | کویت |
| مریدیانا                                                   | کوتوکا، قاهره، لئوپولد سدار سنگور، پینتو مارتینز، فوئرته‌ونتورا، خوزه مارتی، مرتلا محمد، لا رومانا، ابراهیم نصیر, سر سیوساگور رامگولام، موا، دوموده‌دوو، ناپل، فسن، شرم‌الشیخ، شنژن بن (آغاز از ۲ اکتبر ۲۰۱۷)، زنگبار فصلی: بریندیسی، کگلیاری-الماس، هراکلین، ایبیزا، لامتزیا ترمه، لمپیدوسا، لانزاروته, مرسی عالم, منورکا، ملی جزیره میکناس، اولبیا - کاستا اسمرالدا، پالرمو، ریکایف، رود، ملی سادورینی، ملی جزیره اسکیاتوس، تنریف جنوبی چارتر فصلی: و.س. برد، خاردینز دل ری، مارتینیک امه سزر، روستوک-لاگه، شنژن بن (پایان در ۲۸ سپتامبر ۲۰۱۷) |
| هواپیمایی خاورمیانه                                        | رفیق حریری بیروت |
| میسترال ایر                                                | فصلی: کاتانیا-فونتاناروسا، مادر ترزای تیرانا |
| Neos                                                       | فصلی: و.س. برد، رابیل، بریندیسی، کگلیاری-الماس، ایگناسیو اگرامنته، کانکون، کینتانا رو، کاتانیا-فونتاناروسا، ویلو آکونیا، باندرانیکی, گرند باهاما، فوئرته‌ونتورا، گرن کناریا، خوزه مارتی، هراکلین، فرنک پئیز، ایبیزا، جینان یاکیانگ, ملی جزیره کارپتاس، جزیره کوس، لا رومانا، لامتزیا ترمه، لمپیدوسا، لانزاروته، مالاگا، ابراهیم نصیر، مرسی عالم، مرسی مطروح، سر سیوساگور رامگولام, منورکا، موا، سنگستر، ملی جزیره میکناس، نانجینگ لوکو, فسن، پالما د مایورکا، پورتو سانتو، رود، امیلکر کبرل، صلاله، سامانالف ال کتی, آبل سانتاماریا, ملی سادورینی، شرم‌الشیخ، ملی جزیره اسکیاتوس، تنریف جنوبی، سالونیک، خوآن گئوآلبرتو گومس، زنگبار چارتر فصلی: آل مکتوم، لانگ‌دونگ‌بائو گوئی‌یانگ, لوکسار، پوانت آ پیتر، روستوک-لاگه، شنینگ تخین, استکهلم-آرلاندا، بن گوریون |
| نروجین ایر شاتل                                            | گاردرموئن اسلو، استکهلم-آرلاندا |
| هواپیمایی بین‌المللی پاکستان                                | بینظیر بوتو |
| پگاسوس ایرلاینز                                            | صبیحه گوکچن |
| هواپیمایی قطر                                              | حمد |
| هواپیمایی پادشاهی مراکش                                    | محمد پنجم |
| رایان‌ایر                                                   | آلیکانته-الچه (آغاز از ۳۰ اکتبر ۲۰۱۷), بروکسل، هنری کواندا، کاتانیا-فونتاناروسا، کومیسو، آیندهوون (آغاز از ۲۹ اکتبر ۲۰۱۷), گرن کناریا، کاتوویتس (آغاز از ۲۹ اکتبر ۲۰۱۷), لامتزیا ترمه (آغاز از ۲۹ اکتبر ۲۰۱۷), جان لنون لیورپول (آغاز از ۳۱ اکتبر ۲۰۱۷), استانستد لندن، پالرمو (آغاز از ۲۹ اکتبر ۲۰۱۷), فرنسیسکو جسا کارنئیرو، سن پابلو، صوفیه، والنسیا (آغاز از ۲۹ اکتبر ۲۰۱۷) |
| هواپیمایی سعودی                                            | ملک عبدالعزیز، ملک خالد فصلی: شاهزاده محمد بن عبدالعزیز |
| هواپیمایی اسکاندیناوی                                      | کپنهاگ فصلی: گاردرموئن اسلو، استکهلم-آرلاندا |
| سنگاپور ایرلاینز                                           | چانگی سنگاپور |
| Small Planet Airlines                                      | چارتر فصلی: رونیمی |
| سان اکسپرس                                                 | فصلی: عدنان مندرس |
| سوئیس اینترنشنال ایرلاینز اجرا توسط سوئیس گلوبال ایر لاینز | زوریخ |
| تاپ پرتغال                                                 | لیسبون پورتلا |
| تای ایرویز اینترنشنال                                      | سووارنابومی |
| TUI fly Belgium                                            | فصلی: محمد پنجم |
| تونس ایر                                                   | تونس قرطاج فصلی: دیربا–زارزیس، منستیر – حبیب بورقیبه |
| ترکیش ایرلاینز                                             | آتاترک، صبیحه گوکچن |
| تووین جت                                                   | مارسی پروانس، نیس کوت دازور، تولوز-بلانیاک |
| یونایتد ایرلاینز                                           | لیبرتی نیوآرک |
| هواپیمایی بین‌المللی اوکراین                                | بوریسپیل |
| ازبکستان ایرویز                                            | تاشکند فصلی: گرگانج |
| ویولینگ                                                    | اسخیپول آمستردام، بارسلونا-ال پرات، گرن کناریا، اورلی فصلی: آلیکانته-الچه، بیلبائو، ایبیزا، منورکا |
| ویز ایر                                                    | بوداپست فرنک لیست، کوتائیسی، پودگوریتسا، سیبیو |
| واو ایر                                                    | فصلی: کفلاویک |

### باری
| شرکت‌های هواپیمایی                                    | مقصدهای پروازی |
| ---------------------------------------------------- | --- |
| آئرولوگیک                                            | هنگ کنگ، لایپزیگ/هال |
| AirBridgeCargo Airlines                              | اسخیپول آمستردام، فرانکفورت، ماستریخت آخن، دوموده‌دوو، شرمتیوو                                                                              |
| آسیانا ایرلاینز                                      | استانستد لندن، اینچئون، وین |
| اطلس ایر                                             | اسخیپول آمستردام، لوئیز مونز مارین |
| کارگولوکس                                            | ویراکوپوس-کامپیناس، اوهر شیکاگو، استانستد لندن، لس‌آنجلس، لوگزامبورگ - فیندل، ماستریخت آخن، جان اف کندی، تائویوان تایوان                    |
| Cargolux Italia                                      | آلماتی، حیدر علی‌اف، آفونسو پنا، دالاس-فورت ورث، دوبی، هنگ کنگ، لوگزامبورگ - فیندل، مکزیکو سیتی، جان اف کندی، تولمچوا، کانزای، ژنگژو سین‌ژنگ |
| کاتای پاسیفیک                                        | ایندیرا گاندی، هنگ کنگ، هیترو لندن، منچستر، چاتراپاتی شیواجی                                                                               |
| دی‌اچ‌ال اوییشن                                        | هیترو لندن، لوتن لندن، استانستد لندن، مادرید-باراخاس                                                                                       |
| دی‌اچ‌ال اوییشن اجرا توسط یوروپین ایر ترنسپورت لایپزیگ | هنری کواندا، هیترو لندن، لایپزیگ/هال، ایست میدلند                                                                                          |
| EgyptAir Cargo                                       | قاهره، اوستند-بروگس |
| امارات اسکای‌کارگو                                    | آل مکتوم |
| هواپیمایی اتیوپی                                     | بوول |
| هواپیمایی اتحاد                                      | ابوظبی، گرانتلی ادمز، ال دورادو، دوموده‌دوو، لوئیز مونز مارین                                                                               |
| فدکس اکسپرس                                          | آنکونا، دبی، بایون گوآنگجو، ممفیس، مونیخ، لیبرتی نیوآرک، شارل دوگل پاریس، گالیله، شانگهای پودنگ، ونیز مارکو پولو                           |
| کورین ایر                                            | ناوویی، اینچئون، بن گوریون، وین، ساراگوسا                                                                                                  |
| لوفت‌هانزا کارگو                                      | قاهره، فرانکفورت |
| نیپون کارگو ایرلاینز                                 | اسخیپول آمستردام، فرانکفورت-هان، ناریتا |
| هواپیمایی قطر                                        | اوهر شیکاگو، حمد، استانستد لندن، طرابلس |
| هواپیمایی پادشاهی مراکش                              | بروکسل، محمد پنجم |
| هواپیمایی سعودی                                      | بروکسل، ملک فهد، ملک عبدالعزیز، ملک خالد                                                                                                   |
| سیلک وی ایرلاینز                                     | حیدر علی‌اف |
| Swiftair                                             | ایست میدلند |
| ترکیش ایرلاینز                                       | هواری بومدین، آتاترک |

## آمارها
| ردیف | شهر                                 | مسافران ۲۰۱۴ | مسافران ۲۰۱۳ | مسافران ۲۰۱۲ | مسافران ۲۰۱۱ | مسافران ۲۰۱۰ | مسافران ۲۰۰۹ | مسافران ۲۰۰۸ |
| ---- | ----------------------------------- | ------------ | ------------ | ------------ | ------------ | ------------ | ------------ | ------------ |
| ۱    | فرودگاه کاتانیا-فونتاناروسا         | ۵۳۳٬۱۳۰      | ۵۹۷٬۴۴۹      | ۶۶۸٬۵۳۰      | ۷۲۵٬۷۷۳      | ۵۴۴٬۳۲۸      | ۴۳۸٬۵۱۳      | ۳۲۸٬۱۲۲      |
| ۲    | فرودگاه ناپل                        | ۴۴۴٬۳۶۵      | ۵۰۵٬۹۵۵      | ۶۴۰٬۷۵۲      | ۷۰۲٬۹۸۴      | ۷۰۳٬۰۳۱      | ۵۷۲٬۷۵۳      | ۴۹۵٬۶۰۷      |
| ۳    | فرودگاه لئوناردو دا وینچی-فیومیچینو | ۳۳۲٬۳۳۶      | ۴۵۴٬۶۵۹      | ۶۰۰٬۶۲۰      | ۶۷۴٬۸۳۶      | ۶۸۳٬۰۳۱      | ۶۷۱٬۳۹۶      | ۵۳۳٬۸۴۵      |
| ۴    | فرودگاه پالرمو                      | ۳۲۳٬۹۱۸      | ۲۹۵٬۵۰۲      | ۳۶۹٬۸۳۶      | ۴۵۵٬۶۵۷      | ۴۶۸٬۳۶۲      | ۳۹۶٬۲۸۳      | ۴۳۸٬۱۶۴      |
| ۵    | فرودگاه لامتزیا ترمه                | ۲۷۲٬۶۱۸      | ۲۸۹٬۵۰۸      | ۲۸۴٬۵۳۶      | ۲۸۵٬۵۱۵      | ۲۵۶٬۹۴۸      | ۱۳۰٬۷۶۰      | ۱۵۲٬۴۲۲      |
| ۶    | فرودگاه اولبیا - کاستا اسمرالدا     | ۲۵۷٬۶۳۶      | ۲۷۴٬۲۳۳      | ۲۸۲٬۲۴۸      | ۲۳۳٬۰۹۶      | ۱۹۲٬۸۶۲      | ۱۷۰٬۷۱۲      | ۱۴۱٬۲۵۳      |
| ۷    | فرودگاه باری                        | ۲۰۹٬۹۲۱      | ۱۹۶٬۷۳۰      | ۲۹۲٬۹۷۸      | ۳۴۲٬۵۵۳      | ۳۷۲٬۸۶۳      | ۳۶۸٬۹۰۹      | ۲۷۶٬۱۶۸      |
| ۸    | فرودگاه بریندیسی                    | ۱۸۲٬۳۹۳      | ۱۰۸٬۰۸۲      | ۱۶۷٬۳۸۹      | ۱۸۴٬۸۴۷      | ۱۵۶٬۳۳۵      | ۱۰۰٬۰۰۳      | ۱۱۴٬۷۰۶      |
| ۹    | فرودگاه کگلیاری-الماس               | ۱۷۸٬۰۷۵      | ۱۲۵٬۵۶۲      | ۱۲۷٬۵۴۰      | ۱۲۴٬۳۶۲      | ۱۱۲٬۴۱۶      | -            | ۱۵۷٬۱۱۹      |

| ردیف | شهر                         | مسافران ۲۰۱۴ | مسافران ۲۰۱۳ | مسافران ۲۰۱۲ | مسافران ۲۰۱۱ | مسافران ۲۰۱۰ | مسافران ۲۰۰۹ | مسافران ۲۰۰۸ |
| ---- | --------------------------- | ------------ | ------------ | ------------ | ------------ | ------------ | ------------ | ------------ |
| ۱    | فرودگاه شارل دوگل پاریس     | ۶۴۶٬۷۹۱      | ۵۹۹٬۲۸۶      | ۵۵۰٬۴۰۹      | ۸۵۶٬۸۱۷      | ۹۲۲٬۷۰۲      | ۹۹۸٬۲۷۱      | ۸۷۶٬۰۸۷      |
| ۲    | فرودگاه بارسلونا-ال پرات    | ۶۲۴٬۳۵۷      | ۵۸۷٬۰۳۶      | ۵۸۸٬۲۱۴      | ۶۰۹٬۸۳۲      | ۵۶۴٬۶۲۸      | ۵۴۳٬۵۱۲      | ۴۸۵٬۰۱۶      |
| ۳    | فرودگاه مادرید-باراخاس      | ۵۳۴٬۶۷۷      | ۶۲۲٬۳۳۸      | ۶۴۳٬۲۸۰      | ۵۶۰٬۴۴۳      | ۶۲۴٬۲۹۰      | ۵۸۱٬۵۸۰      | ۷۱۳٬۸۵۵      |
| ۴    | فرودگاه گاتویک              | ۵۰۷٬۸۶۴      | ۴۸۶٬۰۱۵      | ۵۴۲٬۷۹۰      | ۳۵۹٬۵۷۴      | ۳۳۵٬۲۷۳      | ۳۱۴٬۷۷۱      | ۳۱۶٬۵۲۱      |
| ۵    | فرودگاه کپنهاگ              | ۴۱۱٬۵۳۸      | ۴۲۷٬۴۵۵      | ۳۷۹٬۵۸۲      | ۲۸۹٬۶۳۳      | ۲۷۲٬۲۸۵      | ۲۷۴٬۵۱۶      | ۲۶۱٬۱۳۰      |
| ۶    | فرودگاه لیسبون پورتلا       | ۳۶۷٬۵۳۶      | ۳۰۶٬۷۰۷      | ۲۸۹٬۸۰۵      | ۳۲۰٬۵۱۲      | ۳۲۱٬۳۲۰      | ۲۹۶٬۱۰۸      | ۲۷۴٬۵۴۱      |
| ۷    | فرودگاه اسخیپول آمستردام    | ۳۵۳٬۴۳۲      | ۳۶۹٬۳۷۵      | ۴۰۳٬۱۴۲      | ۵۴۹٬۰۲۳      | ۵۵۸٬۴۸۱      | ۵۶۲٬۸۳۶      | ۶۵۶٬۹۵۳      |
| ۸    | فرودگاه بین‌المللی فرانکفورت | ۳۳۴٬۰۷۰      | ۳۲۳٬۷۹۳      | ۳۱۷٬۰۱۹      | ۳۳۵٬۷۵۸      | ۳۰۵٬۸۹۰      | ۳۱۱٬۷۴۲      | ۳۴۵٬۲۰۶      |
| ۹    | فرودگاه بین‌المللی وین       | ۳۳۱٬۸۲۲      | ۳۴۴٬۱۲۷      | ۳۶۵٬۵۲۲      | ۲۹۵٬۸۶۱      | ۲۴۶٬۳۳۶      | ۲۴۰٬۲۵۶      | ۳۷۱٬۲۶۱      |
| ۱۰   | فرودگاه مونیخ               | ۳۲۸٬۰۹۲      | ۳۳۵٬۳۶۵      | ۳۸۲٬۳۸۱      | ۳۶۳٬۹۳۲      | ۳۱۶٬۵۴۴      | ۲۹۰٬۳۲۶      | ۳۰۹٬۸۶۸      |
| ۱۱   | فرودگاه بین‌المللی دوسلدورف  | ۲۹۲٬۸۶۸      | ۲۸۵٬۰۰۷      | ۲۷۹٬۴۲۹      | ۲۹۶٬۶۴۰      | ۲۶۳٬۳۲۸      | ۲۶۵٬۰۹۳      | ۲۲۷٬۹۵۴      |
| ۱۲   | فرودگاه پراگ رازیون         | ۲۸۳٬۷۹۴      | ۳۰۹٬۱۶۹      | ۳۰۶٬۹۰۲      | ۲۸۳٬۰۵۶      | ۲۱۸٬۶۸۰      | ۱۹۷٬۱۸۲      | ۲۳۸٬۲۳۱      |
| ۱۳   | فرودگاه بروکسل              | ۲۸۳٬۲۷۲      | ۲۸۸٬۲۹۵      | ۳۰۵٬۸۸۳      | ۳۰۸٬۷۶۵      | ۲۵۸٬۱۵۲      | ۲۸۹٬۸۸۷      | ۲۸۸٬۳۰۰      |
| ۱۴   | فرودگاه بین‌المللی آتن       | ۲۵۰٬۰۵۲      | ۲۵۰٬۹۱۷      | ۲۷۳٬۷۷۶      | ۲۴۵٬۲۶۹      | ۲۷۵٬۲۷۳      | ۳۷۷٬۲۱۱      | ۳۷۰٬۶۰۷      |
| ۱۵   | فرودگاه هیترو لندن          | ۱۸۰٬۵۰۶      | ۱۸۴٬۶۸۵      | ۱۸۳٬۷۸۹      | ۴۳۷٬۸۹۷      | ۴۹۱٬۸۴۴      | ۴۶۶٬۴۰۵      | ۳۵۷٬۷۰۱      |

| ردیف | شهر                                    | مسافران ۲۰۱۴ | مسافران ۲۰۱۳ | مسافران ۲۰۱۲ | مسافران ۲۰۱۱ | مسافران ۲۰۱۰ | مسافران ۲۰۰۹ | مسافران ۲۰۰۸ |
| ---- | -------------------------------------- | ------------ | ------------ | ------------ | ------------ | ------------ | ------------ | ------------ |
| ۱    | فرودگاه بین‌المللی جان اف کندی          | ۵۵۶٬۸۸۸      | ۴۲۱٬۸۵۰      | ۳۷۹٬۱۶۷      | ۳۴۵٬۵۳۴      | ۳۲۱٬۸۳۷      | ۳۳۲٬۵۵۵      | ۲۹۴٬۱۳۲      |
| ۲    | فرودگاه بین‌المللی دبی                  | ۵۴۷٬۸۲۴      | ۵۳۶٬۹۷۴      | ۴۶۳٬۳۳۵      | ۳۹۰٬۹۹۶      | ۴۰۵٬۵۰۲      | ۲۸۹٬۶۵۹      | ۱۷۰٬۶۵۷      |
| ۳    | فرودگاه بین‌المللی شرمتیوو              | ۳۶۹٬۴۲۱      | ۳۶۷٬۰۲۵      | ۲۹۷٬۴۰۹      | ۲۶۵٬۹۶۸      | ۲۴۰٬۹۴۸      | ۲۱۳٬۵۲۸      | ۲۶۲٬۸۵۰      |
| ۴    | فرودگاه بین‌المللی آتاترک               | ۳۵۷٬۷۳۸      | ۳۵۴٬۰۳۶      | ۳۲۹٬۶۷۹      | ۲۹۰٬۴۵۵      | ۳۱۵٬۴۳۵      | ۲۸۹٬۵۶۹      | ۲۸۶٬۷۲۷      |
| ۵    | فرودگاه زوریخ                          | ۲۴۹٬۲۶۲      | ۲۴۲٬۳۹۴      | ۲۵۹٬۴۱۴      | ۲۶۴٬۰۶۸      | ۲۴۳٬۴۲۶      | ۲۵۱٬۵۶۰      | ۲۸۲٬۶۸۴      |
| ۶    | فرودگاه بین‌المللی مادر ترزای تیرانا    | ۲۴۲٬۷۲۷      | ۲۱۳٬۹۸۱      | ۱۹۸٬۱۸۱      | ۱۵۲٬۱۰۹      | ۱۲۱٬۷۹۲      | ۱۳۰٬۸۶۳      |              |
| ۷    | فرودگاه بین‌المللی دوحه                 | ۲۴۰٬۸۷۵      | ۲۰۹٬۷۴۸      | ۱۹۴٬۵۷۵      | ۱۳۹٬۸۰۴      | ۱۵۵٬۸۴۸      | ۱۳۱٬۳۷۰      | ۱۱۹٬۵۶۰      |
| ۸    | فرودگاه بین‌المللی بن گوریون            | ۲۳۷٬۰۵۲      | ۱۸۲٬۷۱۹      | ۱۸۸٬۶۲۵      | ۱۸۶٬۵۶۹      | ۲۰۵٬۷۷۱      | ۱۹۹٬۶۶۶      | ۱۷۰٬۹۴۷      |
| ۹    | فرودگاه بین‌المللی محمد پنجم            | ۲۱۵٬۱۵۲      | ۲۰۷٬۷۲۱      | ۲۲۸٬۶۶۲      | ۲۳۴٬۵۳۷      | ۲۵۵٬۷۳۲      | ۲۰۷٬۲۴۹      | ۲۵۶٬۷۴۹      |
| ۱۰   | فرودگاه بین‌المللی قاهره                | ۲۱۰٬۱۸۴      | ۱۹۶٬۹۳۹      | ۱۷۶٬۹۷۲      | ۲۰۴٬۲۱۶      | ۲۴۳٬۶۶۰      | ۲۲۰٬۲۵۹      | ۲۴۸٬۳۷۵      |
| ۱۱   | فرودگاه بین‌المللی هنگ‌کنگ               | ۱۷۴٬۱۴۶      | ۱۷۲٬۳۹۲      | ۱۷۸٬۶۹۵      | ۱۳۸٬۷۷۸      | ۷۶٬۶۵۸       |              |              |
| ۱۲   | فرودگاه بین‌المللی لیبرتی نیوآرک        | ۱۵۲٬۲۹۱      | ۱۳۳٬۵۳۴      | ۱۰۶٬۸۹۴      | ۹۶٬۴۸۹       | ۹۶٬۴۰۹       | ۹۳٬۷۳۲       | ۱۲۹٬۶۳۵      |
| ۱۳   | فرودگاه مراکش-منارا                    | ۱۵۰٬۴۲۵      | ۱۲۹٬۷۸۵      | ۱۰۲٬۹۰۵      | ۱۰۳٬۹۳۳      | ۱۱۷٬۳۰۳      | ۱۳۱٬۱۰۷      | ۱۱۸٬۴۸۵      |
| ۱۴   | فرودگاه بین‌المللی ابوظبی               | ۱۴۷٬۸۱۶      | ۱۵۶٬۶۷۳      | ۱۴۶٬۹۰۹      | ۱۱۶٬۱۹۵      | ۸۶٬۰۵۹       | -            | -            |
| ۱۵   | فرودگاه بین‌المللی سائو پائولو گوارولوس | ۱۳۹٬۳۹۶      | ۱۳۵٬۲۷۱      | ۱۴۳٬۵۰۶      | ۱۶۳٬۵۱۶      | ۱۹۰٬۱۳۲      | ۲۱۴٬۴۴۹      | ۲۴۰٬۲۳۲      |
| ۱۶   | فرودگاه بین‌المللی میامی                | ۱۳۱٬۰۶۳      | -            | ۵۴٬۳۲۱       | ۵۲٬۰۲۶       | -            | -            | -            |
| ۱۷   | فرودگاه بین‌المللی مرسی عالم            | ۱۲۵٬۲۴۷      | ۱۰۱٬۷۷۰      | ۱۴۴٬۷۰۶      | ۱۰۰٬۰۱۱      | ۱۷۰٬۱۱۳      | ۱۶۰٬۱۶۶      | ۱۵۵٬۴۲۱      |
| ۱۸   | فرودگاه بین‌المللی تونس قرطاج           | ۱۲۱٬۰۴۸      | ۱۵۲٬۹۰۸      | ۱۷۰٬۹۴۱      | ۱۳۴٬۰۹۰      | ۱۴۵٬۴۰۷      | ۱۰۴٬۴۳۳      | ۱۲۶٬۵۲۱      |
| ۱۹   | فرودگاه بین‌المللی شانگهای پودنگ        | ۱۱۶٬۷۰۲      | ۱۲۲٬۰۲۳      | ۱۲۲٬۲۱۴      | ۱۰۸٬۸۶۹      | ۱۰۱٬۸۹۹      | ۱۰۱٬۴۲۷      | -            |
| ۲۰   | فرودگاه بلگراد نیکولا تسلا             | ۱۱۲٬۵۶۱      | ۶۳٬۹۸۰       | -            | -            | -            | -            | -            |